# BD+00 316
BD+00 316 även känd som WASP-71 (sedan 2019), är en ensam stjärna belägen i den norra delen av stjärnbilden Valfisken. Den har en skenbar magnitud av ca 10,56 och kräver ett teleskop för att kunna observeras. Baserat på parallax enligt Gaia  Data Release 3 på ca 2,82 mas beräknas den befinna sig på ett avstånd av ca 1 160 ljusår (ca 355 parsec) från solen. Den rör sig bort från solen med en heliocentrisk radialhastighet av ca 7,7 km/s.

## Nomenklatur
Stjärnan BD+00 316 gavs namnet Mpingo på förslag av amatörastronomer från Tanzania inom ramen för ExoWorlds-kampanjen under IAU:s 100-årsjubileum, efter mpingoträdet (Dalbergia melanoxylon) vars trä är en typ av ebenholts som används i musikinstrument. Planeten BD+00 316 b fick namnet Tanzanit efter mineralet känt som tanzanit.

## Egenskaper
BD+00 316 är en gul till vit stjärna av spektralklass F8, som håller på att utvecklas bort från huvudserien. Den har en massa av ca 1,5 solmassa, en radie av ca 2,2 solradier och har en effektiv temperatur av ca 6&nbs100 K. Stjärnan är berikad med tunga grundämnen och har 140 procent av solens halt av järn. Bildundersökningar under 2015 och 2020 kunde inte identifiera några följeslagare för BD+00 316.

## Planetsystem
År 2012 upptäcktes en exoplanet i form av transiterande superjupiter, betecknad  BD+00 316 b, i en snäv, cirkulär omloppsbana. Planetbanan är väl koordinerad med stjärnans ekvatorialplan, med en avvikelse av -1,9 +7,1−7,5°. Dess jämviktstemperatur är 2 016,1 +67,0−52,5 K.
| Planet | Massa          | Halv storaxel (AE) | Siderisk omloppstid (d) | Excentricitet | Inklination    | Radie              |
| ------ | -------------- | ------------------ | ----------------------- | ------------- | -------------- | ------------------ |
| b      | 2,14 ± 0,08 MJ | 0,0460 ± 0,0006    | 2,903676 ± 0,000008     | <0,019        | 85,8 +2,4−2,1° | 1,35 +0,13−0,07 RJ |